# Anomis fatme
Anomis fatme är en fjärilsart som beskrevs av Stoll 1790. Anomis fatme ingår i släktet Anomis och familjen nattflyn. Inga underarter finns listade i Catalogue of Life.

## Bildgalleri

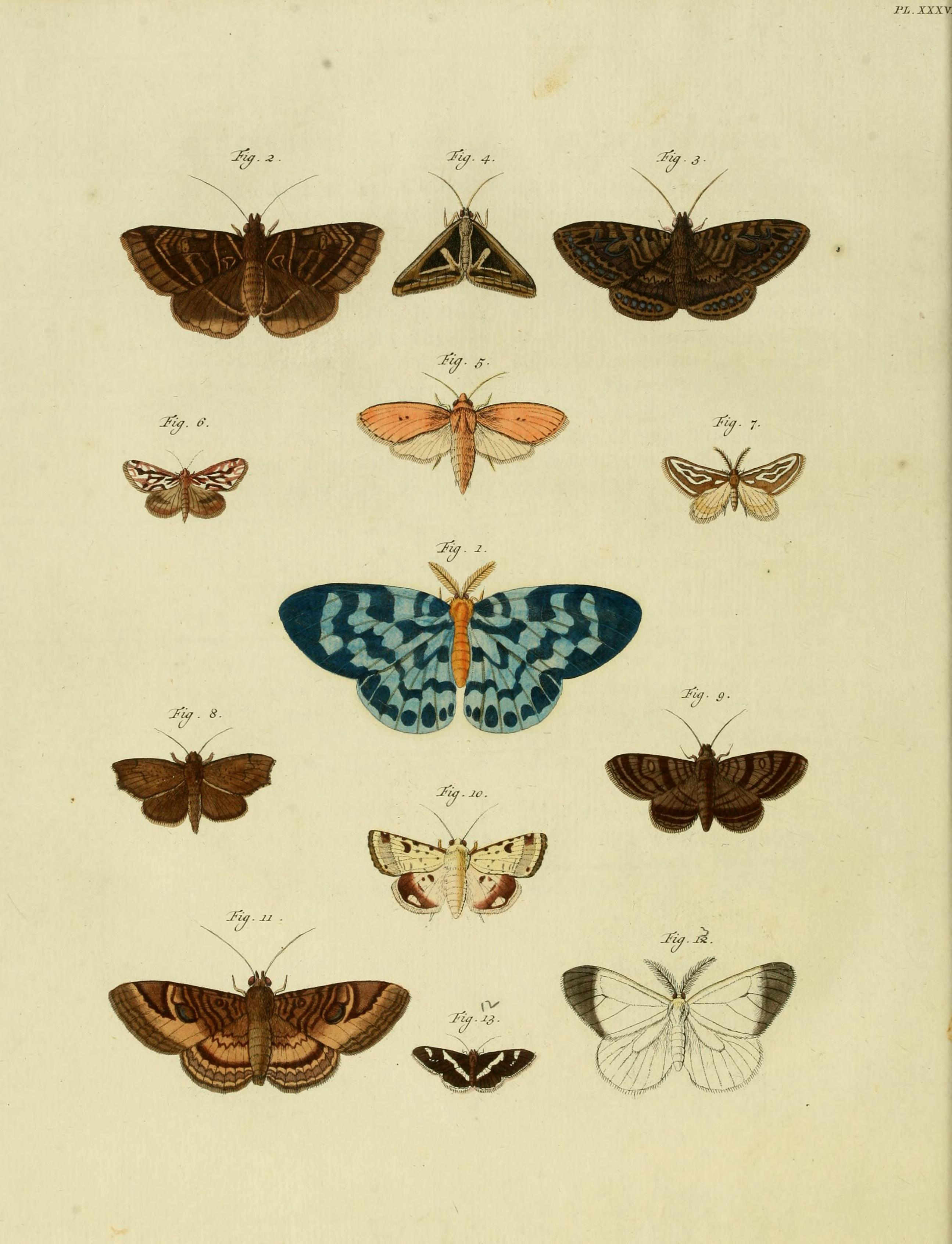